# Кавасима, Киоси
Кавасима Киоси родился в 1893 году, уроженец префектуры Чиба, уезда Саниму, деревни Хасунума, японец, генерал-майор медицинской службы, доктор медицинских наук, бывший начальник производственного отдела бактериологического отряда 731 японской Квантунской армии.
Будучи с 1941 по 1943 год начальником производственного отдела отряда № 731, являлся одним из руководящих работников отряда, принимал участие в подготовке бактериологической войны, был в курсе работы всех отделов отряда и лично руководил выращиванием смертоносных бактерий в количествах, достаточных для полного снабжения японской армии бактериологическим оружием.
В 1942 году Кавасима принимал участие в организации боевого применения бактериологического оружия на территории Центрального Китая. На протяжении всего времени своей службы в отряде № 731 Кавасима принимал личное участие в массовом умерщвлении заключенных во внутренней тюрьме при отряде во время преступных опытов по заражению их бактериями тяжелых инфекционных болезней.
Военным трибуналом Приморского военного округа в открытом судебном заседании Кавасима Киоси в 1949 году на основании ст. 1 Указа Президиума Верховного Совета СССР от 19 апреля 1943 года, руководствуясь ст. 319 и ст. 320 Уголовно-Процессуального Кодекса РСФСР — осуждён сроком на двадцать пять лет.
Наказание Кавасима отбывал в исправительно-трудовом лагере N48, что располагался в Чернцах, Ивановской области (находился в 18 километрах от Иваново).

## История
- 1939г — 1941г — Начальник Главного управления семьсот тридцать первого маньчжурского бактериологического отряда в Маньчжурии.
- 1941г — 1945г — Начальник четвёртого отдела семьсот тридцать первого маньчжурского бактериологического отряда в Маньчжурии.
- 1945г — Начальник медицинской службы 1-го фронта японской Квантунской армии в штаб-квартире в Маньчжурии.
- 1949г — В Хабаровске на Дальнем Востоке России между 25 — 30 декабря осужден как военный преступник на 25 лет тюремного заключения в исправительно-трудовом лагере.